# Яне Янев (футболист)
Яне Янев е български и югославски футболист, нападател.

## Биография
Роден е през 1920 г. От 1941 г. играе за „Македония“ (Скопие), като в различни източници името му се среща и като Любен Янев. Обикновено е изтеглен малко по-назад в нападение. Още в първия кръг на софийското първенство през 1941/42 се отличава с 2 гола срещу АС-23. Играе за „Македония“ поне до 1943 г. През 1945 г., вече с името Яне Яневски, е част от сборния отбор на социалистическа Македония във възобновеното първенство на Югославия.
През сезон 1946/47 е част от „Партизан“ (Белград), като записва 7 мача и 1 гол в първенството. След това играе за „Вардар“ (Скопие), като във всички турнири записва 242 мача и вкарва над 100 гола. През 1949 г., докато е още действащ футболист, е треньор на юношите на „Вардар“ и печели младежкото първенство на Югославия. Същата година е избран за спортист на годината в СР Македония.
Бил е треньор на „Бешикташ“, ПАОК, „Пиерикос“ и „Кавала“.

## Национален отбор
През 1942 г. изиграва 1 мач за националния отбор на България при загубата с 0:3 от Германия.